# Anomoses hylecoetes
Anomoses hylecoetes là một loài bướm đêm nguyên thủy đặc hữu của Queensland và New South Wales, Úc . Nó là loài duy nhất trong chi Anomoses, và duy nhất trong họ Anomosetidae.